# Адам Унас
Адам Унас (араб. آدم أوناس, фр. Adam Ounas, нар. 11 листопада 1996, Шамбре-ле-Тур) — алжирський та французький футболіст, правий вінгер збірної Алжиру і клубу «Лілль».
У складі збірної — володар Кубка африканських націй 2019 року.

## Клубна кар'єра
Народився 11 листопада 1996 року в місті Шамбре-ле-Тур. Адам почав грати у футбол у клубі «Тур» у віці 5 років, з якого у 2011 році перейшов в академію «Шатору». У 2012 році перейшов до малого регіонального клубу «Вест-Туранго», де він грав з U-19. Там його помітили скаути «Бордо». 26 квітня 2014 року підписав свій перший професійний контракт з клубом.
Дебютував у складі «Бордо» 4 жовтня 2015 року в матчі проти «Лор'яна». У цій грі він забив гол, однак це не врятувало команду від поразки з рахунком 2:3.
У грудні 2015 року підписав контракт з клубом до 2019 року.
27 червня 2017 року офіційно стало відомо, що Адам підписав п'ятирічний контракт з італійським «Наполі».
Влітку 2019 року повернувся до Франції, ставши на умовах оренди гравцем «Ніцци». 5 жовтня наступного року був знову відданий в оренду, цього разу до «Кальярі», а першу половину 2021 року провів також як орендований гравець у «Кротоне».
1 вересня 2022 року знову повернувся до Франції, уклавши повноцінний дворічний контракт із «Ліллєм».

## Виступи за збірні
Протягом 2015—2016 років залучався до складу молодіжної збірної Франції. На молодіжному рівні зіграв у 2 офіційних матчах, забив 1 гол.
У жовтні 2016 року вирішив виступати за національну команду своєї історичної батьківщини — Алжиру.
2019 року поїхав на тогорічний Кубок африканських націй, на якому взяв участь у трьох іграх, забивши три голи, а його команда завоювала другий в її історії титул чемпіона Африки.
| Дата       | Місто         | Господарі   | Результат               | Гості      | Турнір                                      | Голи | Примітки |
| ---------- | ------------- | ----------- | ----------------------- | ---------- | ------------------------------------------- | ---- | -------- |
| 5-9-2017   | Константіна   | Алжир       | 0 – 1                   | Замбія     | Відбір до ЧС 2018                           | -    | 50'      |
| 16-10-2018 | Котону        | Бенін       | 1 – 0                   | Алжир      | Відбір до Кубка африканських націй 2019     | -    | 74'      |
| 16-11-2018 | Ломе          | Того        | 1 – 4                   | Алжир      | Відбір до Кубка африканських націй 2019     | -    | 82'      |
| 22-3-2019  | Бліда         | Алжир       | 1 – 1                   | Гамбія     | Відбір до Кубка африканських націй 2019     | -    | 33'      |
| 26-3-2019  | Бліда         | Алжир       | 1 – 0                   | Туніс      | товариський матч                            | -    | 67'      |
| 11-6-2019  | Доха          | Алжир       | 1 – 1                   | Бурунді    | товариський матч                            | -    | 68'      |
| 1-7-2019   | Каїр          | Танзанія    | 0 – 3                   | Алжир      | Кубок африканських націй 2019 - 1-й етап    | 2    | 74'      |
| 7-7-2019   | Каїр          | Алжир       | 3 – 0                   | Гвінея     | Кубок африканських націй 2019 - 1/8 фіналу  | 1    | 77'      |
| 11-7-2019  | Суец          | Кот-д'Івуар | 1 – 1 д.ч. (3 - 4 п.п.) | Алжир      | Кубок африканських націй 2019 - чвертьфінал | -    | 86'      |
| 12-11-2020 | Алжир         | Алжир       | 3 – 1                   | Зімбабве   | Відбір до Кубка африканських націй 2021     | -    | 70'      |
| 17-11-2020 | Хараре        | Зімбабве    | 2 – 2                   | Алжир      | Відбір до Кубка африканських націй 2021     | -    | 79'      |
| 3-6-2021   | Бліда         | Алжир       | 4 – 1                   | Мавританія | товариський матч                            | 1    | 59'      |
| 6-6-2021   | Бліда         | Алжир       | 1 – 0                   | Малі       | товариський матч                            | -    | 67'      |
| 11-6-2021  | Радес         | Туніс       | 0 – 2                   | Алжир      | товариський матч                            | -    | 81'      |
| 12-11-2021 | Каїр          | Джибуті     | 0 – 4                   | Алжир      | Відбір до ЧС 2022                           | -    | 63'      |
| 5-1-2022   | Ер-Райян      | Алжир       | 3 – 0                   | Гана       | товариський матч                            | 1    | 71'      |
| 4-6-2022   | Алжир (місто) | Алжир       | 2 – 0                   | Уганда     | Відбір до Кубка африканських націй 2023     | -    | 69'      |
| 8-6-2022   | Дар-ес-Салам  | Танзанія    | 0 – 2                   | Алжир      | Відбір до Кубка африканських націй 2023     | -    | 46'      |
| 12-6-2022  | Доха          | Іран        | 1 – 2                   | Алжир      | товариський матч                            | -    | 61'      |
| 23-9-2022  | Бір-ель-Джір  | Алжир       | 1 – 0                   | Гвінея     | товариський матч                            | -    | 72'      |
| Усього     |               | Матчів      | 20                      |            | Голів                                       | 5    |          |

## Титули і досягнення
- Чемпіон Катару (1):

«Ас-Садд»: 2024-25
- Володар Кубка наслідного принца Катару (1):

«Ас-Садд»: 2025
- Володар Кубка африканських націй (1):

 Алжир: 2019